# شرکت فوجین سیکاتسو
شرکت فوجین سیکاتسو (به ژاپنی: 婦人生活社) یکی از انتشارات سابق ژاپنی است که دفتر اصلی آن در توکیو، بون‌کیو قرار داشته‌است. این انتشارات در سال ۱۹۴۷ تأسیس شد و در سال ۲۰۰۲ میلادی ورشکست شد. این انتشارات به سبب انتشار مجله «فوجین سیکاتسو» (زندگی زنان) و مجله‌ای که باغبانی را در ژاپن رواج داد، بنام «واتاشی نو هیا بیس» (بوسه بر اتاق من) و مجلهٔ «پیچی تان فان» (بچهٔ کوچولو) که واژه «کوئن‌دبیو» (اجتماع مادران و کودکان خردسال در پارک‌های محلی) را به وجود آورد، شهرت دارد.
مجله فوجین سیکاتسو (زندگی زنان) که از سال ۱۹۴۷ تا ۱۹۸۶ میلادی توسط این انتشارات چاپ می‌شد. این مجله بعد از جنگ جهانی دوم در ژاپن یکی از ۴ مجله مهم در ارتباط با زنان به‌شمار می‌آید.